# Litsea urdanetensis
Litsea urdanetensis är en lagerväxtart som beskrevs av Adolph Daniel Edward Elmer. Litsea urdanetensis ingår i släktet Litsea och familjen lagerväxter. Inga underarter finns listade i Catalogue of Life.